# Edmond Bracq
Pour les articles homonymes, voir Bracq.
Edmond-Marie-Désiré Bracq, né le 20 août 1829 et mort le 20 juin 1896, est un homme politique belge.

## Mandats
- Sénateur par l'arrondissement de Gand : 1884-1892

## Sources
- Le Parlement belge 1831-1894, p. 40.
- J. Stengers, J.-L. De Paepe, M. Gruman e.a. Index des éligibles au Sénat (1831-1893), Brussel, 1975.
- Vingt-cinq années de gouvernement, 1884-1909. Le parti catholique belge et son œuvre, Brussel, 1910, p. 470.

- Ressource relative à plusieurs domaines :   - ODIS